# 盾柄兰
盾柄兰（学名：Porpax ustulata），为兰科盾柄兰属下的一个植物种。